# Mirfield
Mirfield ist eine Kleinstadt im Metropolitan Borough Kirklees der englischen Grafschaft West Yorkshire. Sie hatte 2022 gemäß Volkszählung insgesamt 19,774 Einwohner.

## Geografie
Mirfield befindet sich etwa 15 km südlich von Bradford und 20 km südwestlich von Leeds direkt am M1. Die Stadt wird über die A-Straße A644 an den drei Kilometer entfernten M62 angebunden.
Der Ort liegt südwestlich von Dewsbury im Metropolitan Borough of Kirklees und umfasst beispielsweise auch das Dorf Hartshead, dem das Grab von Robin Hood nachgesagt wird.

## Persönlichkeiten
- Patrick Brontë (1777–1861), Geistlicher, Literatinnenvater
- Trevor Huddleston (1913–1998), anglikanischer Geistlicher, Antiapartheidsaktivist in Johannesburg
- Brian Robinson (1930–2022), Radrennfahrer
- Patrick Stewart (* 1940), Schauspieler, Produzent, Regisseur und Professor